# Літо (фільм, 2018)
«Літо» (рос. Лето) — російський біографічний фільм 2018 року, поставлений режисером Кирилом Серебренніковим за сценарієм Михайла та Лілі Ідових про молодого Вікторя Цоя і ленінградську андеграундну рок-культуру початку 1980-х років. Роль Віктора Цоя виконав корейський актор Тео Ю. Світова прем'єра стрічки відбулася 9 травня 2018 року на 71-му Каннському міжнародному кінофестивалі, де вона брала участь в основній конкурсній програмі .

## Сюжет
Сюжет заснований на маловідомих фактах біографії Віктора Цоя (Тео Ю) та розгортається влітку 1981 року в Ленінграді. Основна сюжетна лінія фільму — історія знайомства і стосунків 19-річного Цоя, 26-річного Майка Науменка (Роман Білик) і його дружини Наталії (Ірина Старшенбаум), а також становлення Ленінградського рок-клубу та запис першого альбому Цоя.

## У ролях
| • Тео Ю              | … | Віктор Цой                         |
| • Роман Білик        | … | Майк Науменко                      |
| • Ірина Старшенбаум  | … | Наталія Науменко                   |
| • Філіпп Авдєєв      | … | Леонід (прототип — Олексій Рибін)  |
| • Олександр Горчилін | … | панк (прототип — Андрій Панов)     |
| • Юлія Ауг           | … | Анна Олександрівна                 |
| • Микита Ефремов     | … | Боб (прототип — Борис Гребенщиков) |
| • Андрій Ходорченков | … | Артемій Троїцький                  |
| • Георгій Кудренко   | … |                                    |
| • Олександра Ревенко | … |                                    |
| • Микита Еленєв      | … |                                    |
| • Антон Адасинський  | … | хазяїн квартири                    |
| • Лія Ахеджакова     | … | хазяйка квартири                   |
| • Олена Коренева     | … | жінка в червоному                  |
| • Олександр Баширов  | … |                                    |
| • Сєва Новгородцев   | … |                                    |
| • Василь Михайлов    | … | Іша                                |
| • Олександр Кузнєцов | … | скептик                            |

## Знімальна група
- Автори сценарію — Михайло Ідов, Лілі Ідова
- Режисер-постановник — Кирило Серебренніков
- Продюсери — Ілля Стюарт, Михайло Фіногенов, Мурад Османн
- Співпродюсер — Ілля Джинчарадзе, Сергій Штерн, Шарль-Еврар Чехов, Катерина Яроцька
- Лінійний продюсер — Єлизавета Чаленко
- Оператор — Владислав Опельянц
- Композитор — Ілля Демуцький
- Художник-постановник — Андрій Понкратов
- Художник з костюмів — Тетяна Долматовська

## Історія створення
Зйомки фільму розпочалися в липні 2017 року в Санкт-Петербурзі і тривали до кінця серпня, коли Серебренніков був заарештований та етапований до Москви за звинуваченням у шахрайстві в особливо великому розмірі, а потім поміщений під домашній арешт. Проте, до лютого 2018 року йому вдалося змонтувати фільм, не порушивши накладених судом заборон, оскільки робилося це на комп'ютері, не підключеному до інтернету. Декілька невідзнятих технічних сцен були дозняті за записками режисера і за раніше проведеними репетиціями.
2 лютого 2018 видання Variety опублікувало перші кадри з фільму.

## Саундтрек
У фільмі була використана музика групи «Кино» та інших російських рок-гуртів.

## Критика
15 лютого 2018 року фільм розкритикував музикант Борис Гребенщиков, який визнав, що сценарій фільму — «брехня від початку до кінця. Ми жили по-іншому. (…) Сценарій писала людина з іншої планети».

## Нагороди та номінації
| Список нагород та номінацій         | Список нагород та номінацій | Список нагород та номінацій    | Список нагород та номінацій  | Список нагород та номінацій | Список нагород та номінацій |
| Кінофестиваль/Кінопремія            | Рік                         | Категорія                      | Номінант(и)                  | Результат                   | Дж                          |
| ----------------------------------- | --------------------------- | ------------------------------ | ---------------------------- | --------------------------- | --------------------------- |
| Каннський міжнародний кінофестиваль | 2018                        | Золота пальмова гілка          | Літо                         | Номінація                   | [ 4 ]                       |
| Каннський міжнародний кінофестиваль | 2018                        | Приз за найкращий саундтрек    | Роман Білик та Герман Осипов | Перемога                    | [ 17 ]                      |
| Європейський кіноприз               | 2018                        | Найкращий художник-постановник | Андрій Понкратов             | Перемога                    | [ 18 ]                      |